# Harmonična vrsta
Harmónična vŕsta je v matematiki divergentna vrsta:
{\displaystyle \sum _{n=1}^{\infty }{\frac {1}{n}}=1+{\frac {1}{2}}+{\frac {1}{3}}+{\frac {1}{4}}+\cdots \!\,.}
Tako se imenuje, ker so valovne dolžine delnih tonov nihajoče strune sorazmerne z 1, 1/2, 1/3, 1/4, ··· . Vsak člen vrste za prvim je harmonična sredina sosednjih dveh členov, predhodnega in naslednjega, {\displaystyle H(a_{n-1},a_{n+1})}. Na primer:
{\displaystyle {\frac {1}{2}}={\frac {2}{1+{\frac {1}{\frac {1}{3}}}}},\quad {\frac {1}{3}}={\frac {2}{{\frac {1}{\frac {1}{2}}}+{\frac {1}{\frac {1}{4}}}}},\quad {\frac {1}{4}}={\frac {2}{{\frac {1}{\frac {1}{3}}}+{\frac {1}{\frac {1}{5}}}}},\quad {\frac {1}{5}}={\frac {2}{{\frac {1}{\frac {1}{4}}}+{\frac {1}{\frac {1}{6}}}}},\quad \cdots ,\quad {\frac {1}{a_{n}}}={\frac {2}{{\frac {1}{\frac {1}{a_{n-1}}}}+{\frac {1}{\frac {1}{a_{n+1}}}}}}\!\,.}
Zaporedje členov s takšnimi značilnostmi je harmonično zaporedje, harmonična vrsta pa je vsota harmoničnega zaporedja (vsota členov harmoničnega zaporedja).
Tudi izraz harmonična sredina izvira iz glasbe.
Vrsta divergira, sicer počasi, k neskončnosti (vsota prvih 1043 členov je manj kot 100). To se lahko lepo pokaže z dejstvom, da je harmonična vrsta po členih večja ali enaka z vrsto:
{\displaystyle {\begin{aligned}\sum _{n=1}^{\infty }{\frac {1}{n}}&{}=1+\left[{\frac {1}{2}}\right]+\left[{\frac {1}{3}}+{\frac {1}{4}}\right]+\left[{\frac {1}{5}}+{\frac {1}{6}}+{\frac {1}{7}}+{\frac {1}{8}}\right]+\left[{\frac {1}{9}}+\cdots \right]+\cdots \\\sum _{n=1}^{\infty }{\frac {1}{2^{\lceil \log _{2}n\rceil }}}\!&{}=1+\left[{\frac {1}{2}}\right]+\left[{\frac {1}{4}}+{\frac {1}{4}}\right]+\left[{\frac {1}{8}}+{\frac {1}{8}}+{\frac {1}{8}}+{\frac {1}{8}}\right]+\left[{\frac {1}{16}}+\cdots \right]+\cdots \\&{}=1+\ {\frac {1}{2}}\ \ \ +\quad {\frac {1}{2}}\ \quad +\ \qquad \quad {\frac {1}{2}}\qquad \ \quad \ +\quad \ \ {\frac {1}{2}}\ \quad +\ \cdots \!\,,\end{aligned}}}
ki očitno divergira. Ta dokaz je podal Nicole Oresme v 14. stoletju in predstavlja enega od viškov srednjeveške matematike. Kasneje so dokaze podali Pietro Mengoli, Johann in Jakob Bernoulli v 17. stoletju. Celo vsota obratnih vrednosti praštevil divergira k neskončnosti, čeprav je to težje dokazati. 

## Konvergenca alternirajoče harmonične vrste
Alternirajoča harmonična vrsta na drugi strani konvergira - je pogojno konvergentna:
{\displaystyle \sum _{n=1}^{\infty }{\frac {(-1)^{n+1}}{n}}=1-{\frac {1}{2}}+{\frac {1}{3}}-{\frac {1}{4}}+\cdots =\ln 2=0,693\,147\,180\,\dots \!\,.}
Konvergenco alternirajoče harmonične vrste je leta 1650 v članku dokazal Mengoli. Ta enakost je posledica Mercatorjeve vrste, Taylorjeve vrste za naravni logaritem. Po obliki Mercatorjevi vrsti sorodna je vrsta:
{\displaystyle \sum _{n=0}^{\infty }{\frac {(-1)^{n}}{2n+1}}=1-{\frac {1}{3}}+{\frac {1}{5}}-{\frac {1}{7}}+\cdots =\arctan(1)={\frac {\pi }{4}}\!\,.}
To je posledica razvoja krožne fukncije arkus tangens v Taylorjevo vrsto, katere konvergenčni polmer je enak 1.

## Delne vsote
n-ta delna vsota harmonične vrste: 
{\displaystyle H_{n}=\sum _{k=1}^{n}{\frac {1}{k}}\!\,}
se imenuje n-to harmonično število.
Razlika med n-tim harmoničnim številom in naravnim logaritmom od n konvergira k Euler-Macheronijevi konstanti:
{\displaystyle \lim _{n\to \infty }\left(H_{n}-\ln n\right)=\gamma \!\,.}
Razlika med dvema različnima harmoničnima številoma ni nikoli celo število.

## Splošna harmonična vrsta
Splošna harmonična vrsta ima obliko:
{\displaystyle \sum _{n=0}^{\infty }{\frac {1}{an+b}}\!\,,}
kjer sta konstanti a in b končni realni števili.
Vse splošne harmonične vrste divergirajo.